# Kuppelkreuz (Heraldik)

Kuppelkreuz

Das Kuppelkreuz ist in der Heraldik eine Kombination zweier Kreuze. 
In einem Wappenschild oder Feld wird ein gemeines Kreuz auf einem Andreaskreuz aufgelegt und bildet dann diese Wappenfigur, oder wenn ein Kreuz mit seinen Armen die Wappenschildränder berührt, ein Heroldsbild. Die Tingierung  ist vorrangig in einer Farbe.